# Les Hauts-de-Caux
Les Hauts-de-Caux es una comuna nueva francesa situada en el departamento de Sena Marítimo, de la región de Normandía.

## Historia
Fue creada el 1 de enero de 2019, en aplicación de una resolución del prefecto de Sena Marítimo de 19 de diciembre de 2018 con la unión de las comunas de Autretot y Veauville-lès-Baons, pasando a estar el ayuntamiento en la antigua comuna de Autretot.

## Demografía
Según los datos aportados en la resolución del prefecto de Sena Marítimo, la comuna se crea con 1457 habitantes.

## Composición
| Comuna fusionada    | Código INSEE | Población (2016) | Superficie (km²) | Densidad (hab./km²) |
| ------------------- | ------------ | ---------------- | ---------------- | ------------------- |
| Autretot            | 76041        | 675              | 3.8              | 178                 |
| Veauville-lès-Baons | 76729        | 723              | 7.96             | 91                  |